# Friedrich Rabeneck
Friedrich Rabeneck (* 15. April 1905 in Steele (Essen); † 1977) war ein deutscher Kaufmann und SS-Führer.

## Leben
Rabeneck war von Beruf Buchhalter und bis Herbst 1939 Abteilungsleiter für den kaufmännischen Bereich in der Privatwirtschaft. Zum 1. Mai 1932 trat Rabeneck der NSDAP bei (Mitgliedsnummer 1.164.806). Seit 1933 gehörte er der SS an (SS-Nummer 200.582). In der SS erreichte er den Rang eines SS-Hauptsturmführers der Reserve der Waffen-SS. Nach Ausbruch des Zweiten Weltkrieges leistete Rabeneck ab November 1939 Militärdienst bei der Waffen-SS. Im Juli 1941 wurde er zum Hauptamt Verwaltung und Wirtschaft versetzt, wo er Hauptabteilungsleiter im Amt W III wurde. Nach Gründung des SS-Wirtschafts- und Verwaltungshauptamtes (WVHA) im Februar 1942 wurde Rabeneck im August 1942 Nachfolger von Karl Möckel als Leiter des Amtes W III – Ernährungsbetriebe. In dieser Funktion verblieb Rabeneck bis Kriegsende.
Rabeneck musste sich nach Kriegsende für seine Tätigkeit im WVHA nicht vor Gericht verantworten.